# Башревком
Башкирський військово-революційний комітет (абр. Башревком; 21 лютого 1919 — липень 1920 року) — вищий державний орган влади Автономної Башкирської Радянської Республіки.

## Історія
Башкирський військово-революційний комітет був створений у березні 1919 року на базі Тимчасового військового революційного комітету Башкирської республіки, утвореного 21 лютого 1919 року на I-му Всебашкирському військовому з'їзді в селі Темясово (нині Баймацький район Башкортостану). 22 лютого був виданий наказ про передачу всієї повноти влади на території республіки Башревкому. Головою Тимчасового військового революційного комітету Башкирської республіки був обраний Мстислав Кулаєв. Башревком складався з 15 комісаріатів — закордонних справ, військовий (Ахмед-Закі Валід), соціального забезпечення (Ільдархан Мутін), продовольства (Абдулла Адігамов), охорони здоров'я та фінансів (Осман Куватов), землеробства (Ганей Карамишев), внутрішніх справ і національностей (Фатіх Тухватуллін), праці (Ільяс Алкін), освіти (Аллабірде Ягафаров), юстиції (Юнис Бікбов), зовнішньої і внутрішньої торгівлі (С. Магазов). На рівні кантонів виникли кантревкоми.
Із початку створення нового уряду, він займався підготовкою до переходу республіки і Башкирських військ на бік Радянської Росії. У результаті 20 березня 1919 року в Москві було підписано «Угоду центральної Радянської влади з Башкирським Урядом про Радянську Автономну Башкирію». Цей акт із сторони Радянського уряду підписали голова Раднаркому Володимир Ленін, голова ВЦВК Михайло Володимирський і наркомнац Йосип Сталін, з башкирської сторони — голова Башкирського уряду Мухаметхан (Мстислав) Кулаєв, член Башревкому Муллаян Халіков і ад'ютант Башкирського війська Абдрашит Бікбавов. Після цього Башревком починає реалізацію «Угоди центральної Радянської влади з Башкирським урядом про Радянську автономну Башкирію», проводить реформу держуправління за радянським зразком.
Із квітня по серпень 1919 року під час наступу армії Колчака, Башревком був евакуйований до міста Саранськ.
15 вересня 1919 року було прийнято постанову ВЦВК «Про передачу Башкирському революційному комітетові всього апарату управління та про організацію управління на території Башкирської Радянської Республіки». 18 листопада 1919 року пройшла І-ша Башкирська партійна конференція, за підсумками якої члени Башревкома (Юмагулов, Каспранський, І. Рахматуллін) увійшли до складу обласного комітету Башкирської партійної організації (Башобкома РКП(б)).
Із багатьох питань, особливо щодо реалізації автономії та принципу федералізму, керівництва та управління республікою позиція Башревкома не збігалася з лінією більшості членів Башобкому РКП(б), Башкирського НК, Башвійськкомату, Башкирського Раднаргоспу, Башнаркомпроду. Це протистояння призвело до арешту Башревкомом членів Башкирського НК у ніч з 15 на 16 січня 1920 року.

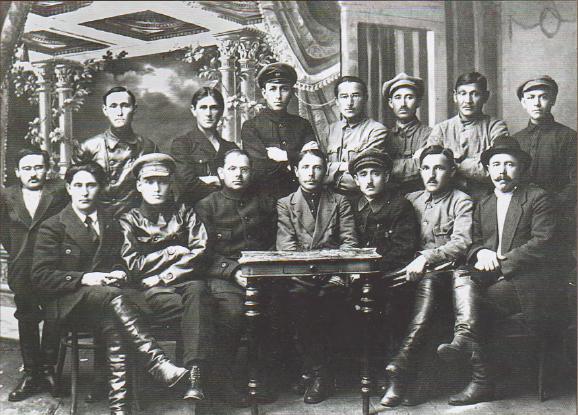
Члени Башкирського уряду.

12 березня 1920 року Башревком звернувся до ВЦВК, ЦК РКП(б), Центрального бюро Комітету сходу, Реввійськради Туркфронту із заявою, в якій звинуватив центр у порушенні умов угод і зажадав відкликання з республіки представників Москви — противників автономії Башкирії, а також невтручання партійних органів в адміністративні справи.
19 травня 1920 року був прийнятий декрет ВЦВК «Про державний устрій Башкирської Автономної Радянської Республіки», що обмежував права республіки затверджених в «Угоді» більше року тому. Не погодившись із рішенням ВЦВК, 16 червня Башревком у повному складі пішов у відставку. Його новий склад був обраний 26 червня.
25-28 липня 1920 року в Стерлітамаку був проведений І-й з'їзд Рад АРБР, на якому замість Башревкома був утворений постійний вищий орган державної влади — Центральний Виконавчий Комітет Башкирської республіки.

## Голови Башревкому
- Карамишев Ганей Батиргарієвич на посаді в. о.;
- Юмагулов Харіс Юмагулович (17.5.1919 — 20.1.1920);
- Валідов Ахмет-Закі Ахметшахович (24.2.1920 — 16.6.1920);
- Мансирев Файзулла Саїтович (26.6.1920 — 28.7.1920).